# Museo Nacional de Arqueología Antropología e Historia del Perú

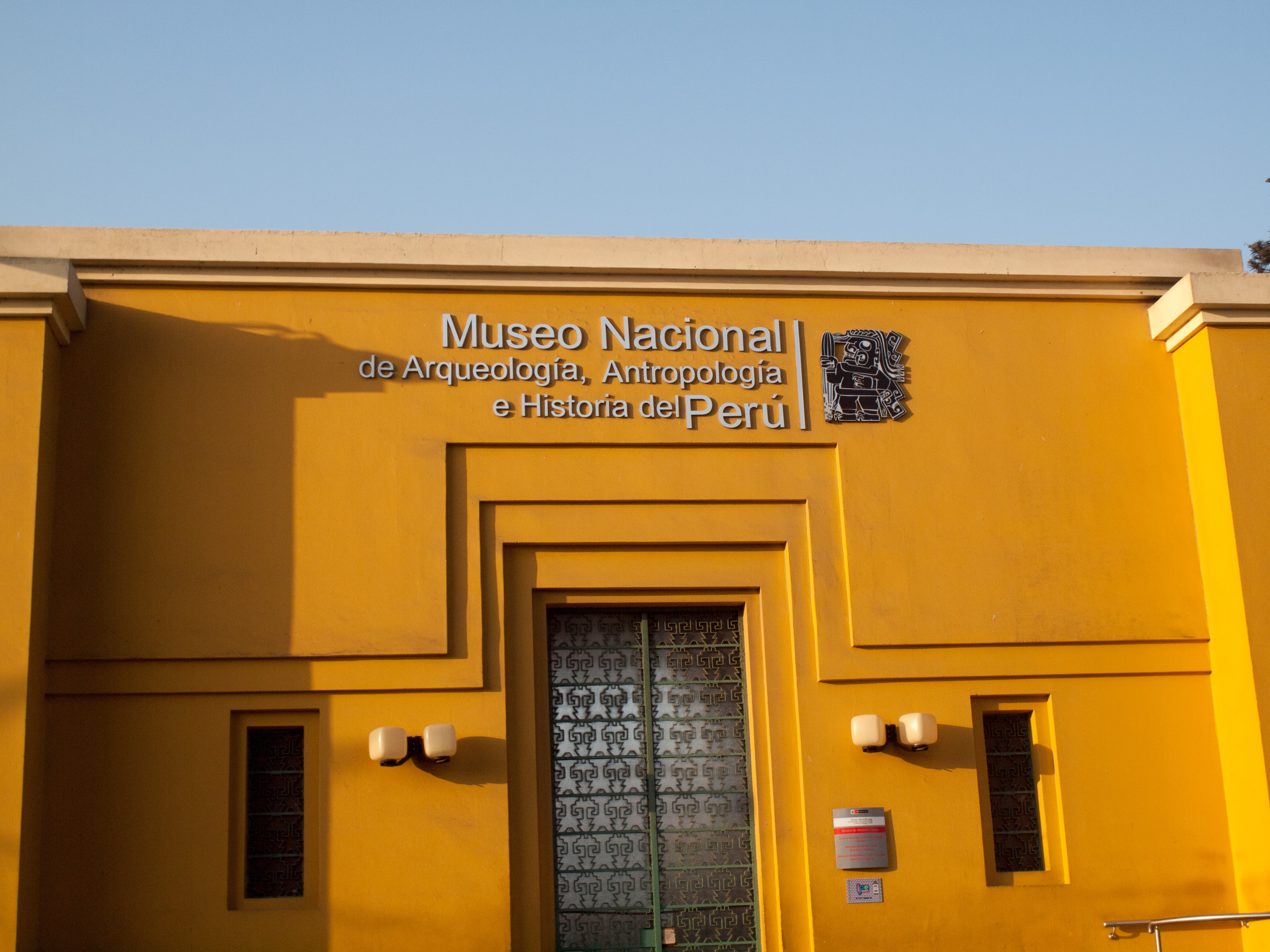
Eingang des Museums

Das Museo Nacional de Arqueología, Antropología e Historia del Perú ist ein peruanisches Museum in Lima (Distrikt Pueblo Libre).
Das Museo Nacional de Arqueología Antropología e Historia del Perú widmet sich der Archäologie, Anthropologie und Geschichte Perus. Es befindet sich am Plaza Bolívar im Stadtteil Pueblo Libre in Lima. Zu den bedeutendsten Ausstellungsgegenständen gehören unter anderem die Raimondi-Stele und der Tello Obelisk von Chavín de Huantar. Im Museum befindet sich auch ein eindrucksvolles Modell der Inkastätte Machu Picchu. Gegründet wurde das Museum 1822 durch José Bernardo de Tagle Portocarrero und Bernardo de Monteagudo. Erster Museumsdirektor war Mariano Eduardo de Rivero y Ustariz.